# Siphona gedeana
Siphona gedeana là một loài ruồi trong họ Tachinidae.